# Liste der Nummer-eins-Hits in Schweden (1982)
Diese Liste enthält alle Nummer-eins-Hits in Schweden im Jahr 1983. Es gab in diesem Jahr jeweils zehn Nummer-eins-Singles und -Alben.
| Singles | Alben |
| --- | --- |
| - Attack – Ooa hela natten - 11 Wochen (20. November 1981 – 25. Januar 1982) - Kim Wilde – Cambodia - 4 Wochen (26. Januar – 22. Februar) - Kvack Kvack – Die Fogel-Song - 2 Wochen (23. Februar – 8. März) - Shakin’ Stevens – Oh Julie - 10 Wochen (9. März – 17. Mai) - Nicole – Ein bißchen Frieden - 11 Wochen (18. Mai – 2. August) - Joan Jett & The Blackhearts – I Love Rock ’n’ Roll - 4 Wochen (3. August – 30. August) - David Bowie – Cat People (Putting Out Fire) - 2 Wochen (31. August – 13. September, insgesamt 4 Wochen) - Steve Miller Band – Abracadabra - 2 Wochen (14. September – 27. September, insgesamt 4 Wochen) - David Bowie – Cat People (Putting Out Fire) - 2 Wochen (28. September – 11. Oktober, insgesamt 4 Wochen) - Steve Miller Band – Abracadabra - 2 Wochen (12. Oktober – 25. Oktober, insgesamt 4 Wochen) - Taco – Puttin’ on the Ritz - 8 Wochen (26. Oktober – 20. Dezember) - Dionne Warwick – Heartbreaker - 3 Wochen (21. Dezember 1982 – 10. Januar 1983) | - ABBA – The Visitors - 8 Wochen (22. Dezember 1981 – 22. Februar 1982) - The Human League – Dare! - 6 Wochen (23. Februar – 5. April) - Dag Vag – 7 Lyckiga elefanter - 4 Wochen (6. April – 3. Mai) - Ebba Grön – Ebba Grön - 2 Wochen (4. Mai – 17. Mai) - Paul McCartney – Tug of War - 11 Wochen (18. Mai – 2. August) - The Rolling Stones – Still Life (American Concert 1981) - 2 Wochen (3. August – 16. August) - Roxy Music – Avalon - 4 Wochen (17. August – 13. September) - Gyllene Tider – Puls - 2 Wochen (14. September – 27. September) - Frida – Something’s Going on - 4 Wochen (28. September – 25. Oktober) - Ulf Lundell – Kär och galen - 16 Wochen (26. Oktober 1982 – 21. Februar 1983) |